# Hydrallmania distans
Hydrallmania distans är en nässeldjursart som beskrevs av Nutting 1899. Hydrallmania distans ingår i släktet Hydrallmania och familjen Sertulariidae. Inga underarter finns listade i Catalogue of Life.